# Propantelina
La propantelina, que se comercializa en su forma bromuro, es un fármaco anticolinérgico.

## Química
La propantelina se parece químicamente a la metantelina (grupos isopropilos reemplazan a los sustitutos etílicos en el átomo de nitrógeno cuaternario), por lo que sus acciones se parecen, sin embargo la potencia de la propantelina es dos a cinco veces mayor.

## Modo de acción
La propantelina es uno de los antagonistas de receptores muscarínicos no selectivos y sintéticos más utilizados. El fármaco bloquea los impulsos nerviosos en las terminales nerviosas parasimpáticas, evitando las contracciones musculares y secreciones glandulares de los órganos involucrados.
En altas dosis, la propantelina reproduce los síntomas del bloqueo ganglionar y en dosis tóxicas bloquea la unión neuromuscular de fibra estriada. Su duración de acción es similar a la de la atropina.

## Usos
Es empleado como antiespasmódico en el tratamiento de úlceras pépticas y para aliviar los espasmos de aparato digestivo, de la uretra y de la vejiga.
Se sabe que el medicamento disminuye su biodisponibilidad cuando se ingiere junto con los alimentos. Por lo que se recomienda ingerirlo al menos media hora antes de comer.

## Uso en embarazo y lactancia
Se sabe que la propantelina y otros anticolinérgicos atraviesan la placenta, sin embargo, se dispone de muy poca información sobre el uso de este agente durante el embarazo. Solo 33 mujeres que tomaron este medicamento durante el embarazo temprano se incluyeron en la base de datos del Proyecto Colaborativo Perinatal, y la frecuencia de anomalías congénitas en sus bebés no se incrementó.
En lactancia, aunque no hay estudios concluyentes, queda a reserva de la decisión del médico tratante.